# Калебасовое дерево
Калеба́совое, или горля́нковое де́рево (лат. Crescentia cujete) — дерево семейства Бигнониевые, произрастающее в Центральной и Южной Америке и часто там культивируемое. Оно также интродуцировано в Западную Африку и тропическую Азию (Филиппины, Индонезия, Малайзия и т. д.).

## Использование
Зрелые плоды калебасового дерева имеют довольно прочную оболочку, благодаря чему из них изготавливают посуду для хранения продуктов (калебас) и музыкальные инструменты (маракаc, гуиро). Поджаренные семена употребляются в пищу. Отвар плодов используется для лечения диареи, болей в желудке, бронхита, кашля, астмы и уретритов. Отвар листьев употребляется при повышенном кровяном давлении. На Суматре отваром коры дерева промывают раны.

## Галерея
- Плод калебасового дерева